# Liste des monuments historiques de Scheitenkorb
La Liste des monuments historiques de Scheitenkorb contient deux monuments historiques à Scheitenkorb, une municipalité allemande située dans le Land de Rhénanie-Palatinat et l'arrondissement d'Eifel-Bitburg-Prüm.

## Liste
| Monument                          | Adresse      | Coordonnées                      | Notice | Protection | Date | Illustration                      |
| --------------------------------- | ------------ | -------------------------------- | ------ | ---------- | ---- | --------------------------------- |
| Église catholique St. Peter, 1857 | Dorfstraße 9 | 50° 00′ 25″ nord, 6° 12′ 36″ est |        |            |      | Église catholique St. Peter, 1857 |
| Bildstock, 1891                   | Dorfstraße   | 50° 00′ 30″ nord, 6° 12′ 29″ est |        |            |      | Bildstock, 1891                   |